# Delphyre pumila
Delphyre pumila là một loài bướm đêm thuộc phân họ Arctiinae, họ Erebidae.